# Brignolizomus walteri
Espèce
Brignolizomus walteri est une espèce de schizomides de la famille des Hubbardiidae.

## Distribution
Cette espèce est endémique du Queensland en Australie,. Elle se rencontre vers Marburg.

## Description
Le mâle holotype mesure 3,8 mm.

## Étymologie
Cette espèce est nommée en l'honneur de David Evans Walter.

## Publication originale
- Harvey, 2000 : Brignolizomus and Attenuizomus, new schizomid genera from Australia (Schizomida Hubbardiidae). Memorie della Societa Entomologica Italiana, vol. 78, no 2, p. 329-338.